# Onderzoek en Ontwikkeling

Aandeel van het BBP dat gespendeerd wordt aan onderzoek en ontwikkeling (2015)

Onderzoek en Ontwikkeling (O&O), ook wel Research en Development (R&D) genoemd, zijn alle activiteiten die bedrijven en overheden uitvoeren om nieuwe kennis, producten of diensten te ontwikkelen op basis van innovatie. Een andere naam die onder juristen gebruikt wordt is Speur- en Ontwikkelingswerk (S&O). Officiële stukken van de Europese Unie spreken echter consequent van Onderzoek & Ontwikkeling.
Onderzoek en Ontwikkeling is het creatief en systematisch zoeken naar oplossingen voor praktische problemen die de samenleving bezighouden. Het bestaat voor een belangrijk deel uit toegepaste wetenschap, zoals het bijvoorbeeld beschreven is in Saunders' Research Onion. Het onderzoek richt zich op het maken van nieuwe producten, oplossen van problemen en streeft naar commercialisatie en economisch rendement. Ook meer fundamenteel onderzoek, waarbij het vergaren van achtergrondkennis en vergroten van de puur wetenschappelijke kennis voorop staat, behoort tot R&D.
Onderzoek en Ontwikkeling is van groot belang voor de economie. Organisaties in verschillende economische sectoren — zoals de farmaceutische industrie, technologiebedrijven of de auto-industrie – investeren vaak in R&D om concurrentievoordeel te behalen en markten te vernieuwen. R&D wordt om deze reden beschouwd als een motor voor economische groei. Kennisoverdracht en samenwerking tussen academische instellingen en commerciële bedrijven zijn van groot belang bij R&D.

## Research and Development (R&D)
In het dagelijks taalgebruik wordt met name R&D als één proces gezien vanwege het bestaan van zogenaamde R&D-afdelingen. In de praktijk blijken de meeste bedrijven onderzoek (de R) te scheiden van de implementatie van technologie in nieuwe producten (de D). Na het onderzoek naar de basisbeginselen kan een prototype ontwikkeld worden, dat in een pilotfase of pilotstudie onderzocht wordt op praktische toepasbaarheid. Uiteindelijk wordt het product ontwikkeld dat daarna gecommercialiseerd kan worden. 
Vooral grote bedrijven hebben een omvangrijke R&D-afdeling, bijvoorbeeld Philips met het Philips Natuurkundig Laboratorium, Koninklijke DSM waarvan de gebouwen van het oude Centraal Laboratorium nu nog het hart vormen van Chemelotcampus, Shell en IBM, dat veel heeft bijgedragen aan de ontwikkeling van de harde schijf. 
De R&D-afdeling van een bedrijf kan voor fundamenteel onderzoek samenwerken met een universiteit of een andere technologiepartner. Het is een trend in het bedrijfsleven om sommige specifieke R&D-activiteiten uit te besteden aan universiteiten en onderzoeksinstituten. Bedrijven doen onderzoek dus steeds meer in samenwerking met kennisinstellingen en andere bedrijven omdat ze niet langer zelf al het onderzoek in eigen huis kunnen en willen doen.

## Subsidies ter stimulering Onderzoek & Ontwikkeling (O&O)
Ter verbetering van de concurrentiepositie moet een bedrijf investeren in het ontwikkelen van nieuwe technieken. Zeker in landen met hoge loonkosten, zoals Nederland en België, is het belangrijk om nieuwe kennis en vaardigheden te ontwikkelen. Er bestaan daarom voor R&D-projecten verschillende subsidie-regelingen van de overheid en de Europese Gemeenschap.

### WBSO: fiscale regeling voor Research & Development
Een voorbeeld hiervan is de WBSO (Wet Bevordering Speur- en Ontwikkelingswerk), een regeling van het Ministerie van Economische Zaken. Bedrijven kunnen met deze regeling een tegemoetkoming krijgen in de loonkosten van werknemers die aan R&D-projecten werken. Deze tegemoetkoming bedraagt 16% tot 40% van de loonkosten.

## Innovatiebox: fiscale regeling WBSO & RDA
Als je winst maakt met innovatieve activiteiten, kun je gebruik maken van de innovatiebox.
De innovatiebox verlaagt de vennootschapsbelasting voor winsten uit innovatieve activiteiten. Met de Innovatiebox subsidie betaal je als ondernemer slechts 7% vennootschapsbelasting (in plaats van het maximale tarief van 25%) over de winsten die je hebt behaald met je WBSO-projecten. De Belastingdienst voert de innovatiebox uit. Je hebt wel een WBSO verklaring nodig om voor de innovatiebox in aanmerking te komen.